# IJIMAI
IJIMAI (International Journal of Interactive Multimedia and Artificial Intelligence) es una revista científica española de acceso abierto, escrita en inglés, sobre inteligencia artificial y multimedia interactiva. Es publicada por la Universidad Internacional de La Rioja.

## Historia
Fundada en el año 2007 por Rubén González (Universidad Internacional de La Rioja), Óscar Sanjuán y Jesús Soto, emitió su primer número en diciembre de 2008. En sus primeros tres años publicaron una revista por año, pero en 2012 aumentaron hasta cuatro números y cincuenta artículos.
Ha sido la primera publicación académica española sobre inteligencia artificial que ha entrado en el índice Journal Citation Reports (JCR). En 2020 se encontraba en la posición 62 de 136 dentro de este índice, ingresando así en el segundo cuartil (Q2).